# Canto per te (album Andrea Mingardi)
Canto per te è un album di Andrea Mingardi del 1998.

## Tracce
1. Canto per te
2. Il fiume nero dell'anima
3. Amare amare
4. Va bene...cominciamo (Time)
5. Futuro futuro
6. Andremo in cielo a piedi (Siamo angeli)
7. Questa città
8. Io vivrò (Senza te) - Mina contro Battisti
9. Con un amico vicino
10. 200 milioni di posti
11. Sogno
12. Tutti abbiamo una canzone
13. La vita è così
14. Siamo angeli (Andremo in cielo a piedi)

## Formazione
- Andrea Mingardi – voce
- Cesare Chiodo – basso
- Lele Melotti – batteria
- Roberto Costa – basso, cori, batteria, tastiera, pianoforte, percussioni
- Mario Manzani – chitarra
- Luca Rustici – chitarra, tastiera
- Demo Morselli – tromba
- Sandro Comini – trombone, percussioni
- Emanuela Cortesi, Iskra Menarini, Cristina Montanari, Gianni Salvatori – cori